# X-9 Paulistana
O Grêmio Recreativo Cultural Escola de Samba X-9 Paulistana é uma das mais tradicionais agremiações da cidade de São Paulo. Sediada na zona norte da capital, é Bi-Campeã do grupo de elite, além de outros títulos em divisões inferiores. Sua origem é o bairro da Parada Inglesa, porém atualmente sua sede está localizada na Vila Guilherme.

## História
A X-9 foi fundada por amigos que jogavam em um time de futebol, o Internacional da Parada Inglesa, sendo que alguns deles eram também integrantes da X-9, uma das principais agremiações da Baixada Santista. O nome, muito estranho, batizou a escola santista por causa de uma revista em quadrinhos de um detetive, que se chamava X-9.
Entre os fundadores da X-9 Paulistana estão Laurentino Borges (Presidente Lauro), Luiz Ademar, José Gaspar, José Lenine, Luiz Manoel, Jorge Nasser (Jucada), Beatriz O. Veiga,  entre outros. A agremiação foi campeã no seu terceiro ano no Grupo Especial, feito que só seria igualado anos mais tarde pelo Império de Casa Verde.
Inicialmente o nome da escola era "Filhotes da X-9", sendo trocado pelo atual "X-9 Paulistana" em 1986. Logo no primeiro ano com o novo nome, vence o Grupo 3. No ano seguinte, passa para o Grupo 2, e em 1989 chega ao Grupo 1. Quase é promovida para o Especial, ficando na terceira colocação. Em 1994 a X-9 ganha o Grupo 1 e, em 1995 chega ao Grupo Especial. Brilha na estreia entre as grandes e fica em um surpreendente quinto lugar, à frente de escolas mais tradicionais, como a Unidos do Peruche e Mocidade Alegre. Em 1996 incorpora a Passo de Ouro, outra escola da região.
Após a fusão, a X-9, que até então ensaiava nas ruas do bairro, passa a utilizar a antiga quadra da Passo de Ouro. Dois anos depois conquista o título com o enredo "Amazônia, a Dama do Universo", um carnaval grandioso e surpreendente. Neste mesmo ano, porém, a apuração foi bastante tumultuada, pois o presidente da X-9 era na época também presidente da LIGA, encarregado de ler as notas. No meio da apuração, esqueceu-se de ler nomes de jurados e foi acusado de fraude por presidentes de outras agremiações, terminando a cerimônia em tumulto.
Em 2000 a X-9 chegou ao seu segundo título, empatada com o Vai-Vai, escrevendo assim seu nome definitivamente entre as principais escolas de samba de São Paulo.
No ano de 2002 a X-9 falou do Papel, mas devido ao atraso no desfile ela perdeu 6 pontos preciosos, que lhe custou o título, pois somando as notas, ela terminaria empatada com a Gaviões da Fiel em 1º lugar.
Após um bi-vice-campeonato em 2004 e 2005 passou dois anos fora do desfile das campeãs, contratando a peso de ouro o puxador Daniel Collête, então campeão pela Mocidade Alegre. Apesar disso, não melhorou muito o seu desempenho, conseguindo em 2008 apenas uma sexta colocação.
Inicialmente, anunciou para 2009 um enredo aparentemente inovador, falando sobre o filósofo alemão Nietzsche; porém em meados do ano, resolveu voltar atrás e mudou o tema para novamente a Amazônia, o mesmo enredo de seu primeiro título, doze anos atrás. Porém repetiu pela segunda vez seguida o 6º lugar.
Em 2010 a X-9 trouxe o enredo "Do além mar, a herança lusitana nos une. Ora pois… a X-9 é portuguesa com certeza!" que prestava uma homenagem à herança deixada pelos portugueses para os brasileiros, foi um carnaval assinado pelos carnavalescos Augusto de Oliveira e Rodrigo Cadete. No entanto, com um desfile fraco, a escola a terminou a apuração em 9º lugar.
EM 2011, a escola homenageou o ator e humorista Renato Aragão, carnaval de autoria dos carnavalescos Rodrigo Cadete e Flávio Campello, além disso a escola trouxe como cantor Zé Paulo e como rainha de bateria, a ex-noiva do jogador Adriano (Joana Machado), a escola fez um desfile surpreendentemente animado, mas que na apuração, terminou na 10º colocação.
Para 2012, a escola trouxe de volta o intérprete Royce do Cavaco que fez história na agremiação. O enredo esse ano sobre os 20 anos do Rally dos Sertões desbravou os sertões brasileiros e exaltou as belezas do Brasil, ficando na 10ª posição.
Em 2013, a escola veio com o enredo "Se pra ter diversidade basta viver com alegria: Sorria! Pois São Paulo hoje é só harmonia!" que falava dos mais variados povos da cidade de São Paulo. Apesar de ter desfilado com um dos mais belos sambas de sua história, a escola apenas empatou em 8° lugar com Gaviões da Fiel e Nenê de Vila Matilde.
Em 2014, veio com o enredo "Insano". A X-9 levou para o Sambódromo do Anhembi a insanidade e a loucura. Apesar de sacudir a arquibancada, a forte chuva atrapalhou a escola em suas fantasias luxuosas. Algumas em LED (como a comissão de frente) que apresentaram problemas e precisaram ser desligados. De uma das favoritas ao título, terminou com um decepcionante 11º lugar, atrás de escolas de menor tradição como Tatuapé, Águia de Ouro, Tucuruvi e Tom Maior. Em 2015, a X-9 veio com o enredo "Sambando na chuva, num pé d'água ou na garoa, sou a X-9 numa boa", que foi desenvolvido pelo carnavalesco André Machado. A ideia surgiu em uma frase do presidente André dos Santos durante uma reunião devido as dificuldades causadas por uma tempestade durante o desfile de 2014, a agremiação da Parada Inglesa veio motivada para fazer um grande desfile, porém perdeu pontos nos quesitos Samba-Enredo, Evolução e Fantasia, ficando em 11º lugar.
Em 2016, trouxe o enredo: Açaí guardiã! Do amor de Iaçá ao esplendor de Belém do Pará, X-9 vai retratou a lenda do açaí através dos índios tupinambás, a cidade de Belém do Pará também ganhou espaço no enredo com os 400 anos da cidade O desfile foi marcado por muita tensão, o carro abre-alas precisou ser desmontado para entrar na avenida, uma oca indígena da comissão de frente teve problemas e ficou desgovernada durante todo o desfile. Três integrantes da escola que estavam nos carros alegóricos sofreram acidente e um deles fraturou a coluna. Embora houvesse animação da comunidade, a escola recebeu notas baixas do início ao fim da apuração, terminando em 14º lugar, sendo assim retornando pela primeira vez em mais de 20 anos para o Grupo de Acesso, onde desfilou em 2017.
No ano de 2017, a X-9 foi para a avenida com o enredo "Vim, Vi e Venci, A Saga Artística de um Semideus", uma homenagem ao artista Inos Corradin. O ano marcou a volta do carnavalesco Lucas Pinto e do diretor Geral de Harmonia Alexandre Conceição, detentores do último título da X-9, conquistado em 2000. A escola teve um desempenho excelente, conquistando o título do Grupo de Acesso, indo para o Desfile das Campeãs e consequentemente retornando para o Grupo Especial. Para 2018, de volta ao Grupo Especial, a X-9 escolheu o enredo sobre ditados populares, onde a escola teve que abusar da criatividade para transformar em fantasias e alegorias os ditados populares brasileiros e ainda houve espaço para um toque político. Porém com um desfile considerado confuso e um samba que não ajudou a compreensão do enredo, a escola escapou por pouco de voltar ao acesso e conseguiu permanecer na elite ficando com o décimo primeiro lugar.
A X-9 Paulistana anunciou para o carnaval de 2019 o enredo "O Show Tem Que Continuar! Meu lugar é cercado de luta e suor, esperança num mundo melhor!" que homenageou o cantor e compositor Arlindo Cruz, que completou 60 anos no referido ano. Na apuração, a X-9 ficou com o décimo lugar.
Em 2020, a escola levou para o Sambódromo o enredo "Batuques para um rei coroado". O desfile ficou marcado por um problema que fez um dos carros alegóricos se partir ao meio, acarretando numa punição de 0,5 pontos à escola na apuração, quando acabou rebaixada em 13°. No desfile de 2022, com o enredo "Arapuca Tupi – A reconquista de uma terra sem dono", a escola terminou na sexta colocação do Acesso 1. Em 2023, a escola homenageou o centenário de Dona Ivone Lara, mas acabou rebaixada para o Grupo de Acesso 2. Antes do desfile, o presidente da agremiação, Mestre Adamastor, causou polêmica ao proferir uma fala racista durante seu discurso, o que gerou uma repercussão negativa.
No carnaval de 2024, a escola contratou os intérpretes Helber Medeiros e Daniel Collête, que retorna a escola após 14 anos, e anunciou o enredo "Nordestino sim... Nordestinado jamais!", sobre a cultura do povo nordestino. Fazendo uma elogiada apresentação, a X-9 conquistou o título do Grupo de Acesso 2 e o retorno à segunda divisão. Após o desfile, a comissão de carnaval foi desfeita e o carnavalesco Amauri Santos foi contratado. Para o carnaval de 2025, a X-9 tem como enredo "Clareou! Um Novo Dia Sempre Vai Raiar", baseado na canção "Clareou", dos compositores Serginho Meriti e Rodrigo Leite, que traz uma mensagem de esperança e superação. A escola anunciou o retorno do intérprete Royce do Cavaco após 9 anos, se juntando à Daniel Collete e Helber Medeiros no time de cantores oficiais.

## Segmentos

### Presidentes
| Nome                              | Mandato     | Ref.   |
| --------------------------------- | ----------- | ------ |
| Luiz Ademar de Moura Campos       | 1975 - 1981 |        |
| Humberto Henrique Rodella         | 1981 - 1984 |        |
| Castro Alves da Silva             | 1984 - 1986 |        |
| Laurentino Borges Marques "Lauro" | 1986 - 2001 |        |
| José Manoel Gaspar                | 2001 - 2013 | [ 11 ] |
| André Santos                      | 2013 - 2017 | [ 12 ] |
| Ailton Martinelli "Branco"        | 2017 - 2022 |        |
| Paulo Perez                       | 2022 - 2022 |        |
| Mestre Adamastor                  | 2022 - 2025 |        |
| Mestre Adamastor                  | 2025        |        |

### Intérpretes
| Carnavais   | Intérprete oficial                                | Ref. |
| ----------- | ------------------------------------------------- | ---- |
| 1992        | Zinho da União                                    |      |
| 1995-2002   | Royce do Cavaco                                   |      |
| 2003-2005   | Royce do Cavaco e Edson Dino                      |      |
| 2006        | Edson Dino e Douglinhas                           |      |
| 2007        | Karlinhos Madureira                               |      |
| 2008-2010   | Daniel Collête                                    |      |
| 2011        | Zé Paulo Sierra                                   |      |
| 2012-2016   | Royce do Cavaco                                   |      |
| 2017-2019   | Darlan Alves                                      |      |
| 2020        | Pê Santana                                        |      |
| 2021 - 2022 | Léo do Cavaco                                     |      |
| 2023        | Darlan Alves                                      |      |
| 2024        | Daniel Collête e Helber Medeiros                  |      |
| 2025        | Royce do Cavaco, Daniel Collête e Helber Medeiros |      |
| 2026        | Royce do Cavaco e Daniel Collête                  |      |

### Diretores
| Período | Diretor de Carnaval  | Diretor geral de harmonia                                      | Mestre de bateria              | Coordenadora Artística | Ref.          |
| ------- | -------------------- | -------------------------------------------------------------- | ------------------------------ | ---------------------- | ------------- |
| 2013    | Devair Francisco     | Gutemberg Gomes                                                | Bruxinha                       |                        | [ 11 ]        |
| 2014    | Comissão de Carnaval | Comissão de Harmonia                                           | Adamastor                      |                        | [ 12 ]        |
| 2015    | Comissão de Carnaval | Comissão de Harmonia                                           | Adamastor                      |                        | [ 13 ] [ 14 ] |
| 2016    | Carlos Pires         | Eduardo "Dudu" Teixeira                                        | Vitor da Candelária            |                        | [ 15 ]        |
| 2017    | Comissão de Carnaval | Alexandre Conceição                                            | Fábio Américo e Kito           |                        | [ 15 ]        |
| 2018    | Comissão             | Gutemberg Gomes                                                | Fábio Américo e Kito           |                        |               |
| 2019    | Pê Santana           | Douglas Pinto, Aguinaldo Lopes, Arnaldo Coelho e Ubiratan Melo | Fábio Américo e Kito           |                        |               |
| 2020    | Pê Santana           | Douglas Pinto, Aguinaldo Lopes, Arnaldo Coelho e Ubiratan Melo | Fábio Américo                  |                        | [ 16 ]        |
| 2022    | Ednaldo Santos       | Douglas Pinto, Aguinaldo Lopes, Arnaldo Coelho e Ubiratan Melo | Fábio Américo                  |                        |               |
| 2023    | Mestre Adamastor     | Gutemberg Gomes (Berg)                                         | Fábio Américo                  |                        |               |
| 2024    | Junior Schall        | Sergio Monteiro e Alexandre Conceição                          | Mestre Adamastor               |                        |               |
| 2025    | Marcus Paulo         | Fabiano Maciel (Didi)                                          | Mestre Adamastor e Mestre Keel | William Sequeira       |               |

### Coreógrafos
| Período      | Nome                   | Ref.          |
| ------------ | ---------------------- | ------------- |
| 2011 - 2020  | Yáskara Manzini        | [ 15 ] [ 17 ] |
| 2021         | Jonathan Bento Paulino |               |
| 2021 - 2024  | Jaime Arôxa            |               |
| 2025 - atual | Pedro Bueno            |               |

### Casal de Mestre-sala e Porta-bandeira
| Período      | Nome                                | Ref.          |
| ------------ | ----------------------------------- | ------------- |
| 2013-2014    | João Carlos e Laís Moreira          | [ 11 ] [ 12 ] |
| 2015-2016    | Ruhanan Pontes e Ana Paula Sgarbi   | [ 18 ]        |
| 2017-2018    | Daniel Vitro e Lyssandra Grooters   | [ 15 ]        |
| 2019 - 2022  | Marcos Eduardo e Lyssandra Grooters |               |
| 2023         | Gabriel Vullen e Joice Prado        |               |
| 2024 - Atual | Igor Sena e Julia Mary              |               |

### Corte de Bateria
| Período     | Rainha            | Madrinha        | Musa          | Ref.                 |
| ----------- | ----------------- | --------------- | ------------- | -------------------- |
| 1996 – 2009 | Priscila Reis     |                 |               |                      |
| 2010        | Yasmine Tainá     |                 |               | [ 19 ]               |
| 2011        | Joana Machado     |                 |               |                      |
| 2012 – 2013 | Rosemeire Rocha   |                 |               | [ 11 ]               |
| 2014 – 2016 | Gracyanne Barbosa |                 |               | [ 20 ] [ 21 ] [ 22 ] |
| 2017        | Tarine Lopes      |                 |               | [ 23 ] [ 24 ]        |
| 2018 – 2020 | Juju Salimeni     |                 |               | [ 25 ] [ 26 ]        |
| 2022        | Alexandra Félix   | Karoline Morais | Hariadne Diaz |                      |

## Carnavais
| Ano  | Colocação | Grupo | Enredo | Carnavalesco | Ref.          |
| ---- | --- | --- | --- | --- | ------------- |
| 1976 | Desclassificada | 1-UESP | Carnaval na Lua | J. Muniz Júnior |               |
| 1977 | 5º lugar | 1-UESP | No Reino encantado da Pedra Bonita | J. Muniz Júnior |               |
| 1978 | Vice-campeã | 1-UESP | Festas Tradicionais do Rio Grande do Sul | J. Muniz Júnior |               |
| 1979 | 3º lugar | Acesso | Tia Inês, Minha Querida Madrinha | J. Muniz Júnior |               |
| 1980 | 11º lugar | Acesso | Pandeiro Maravilhoso | J. Muniz Júnior |               |
| 1981 | Campeã | 1-UESP | Herança de uma Raça | Petrúcio |               |
| 1982 | 8º lugar | Acesso | Profecia de Ifá - Uma História de Amor | Dedé da Portela |               |
| 1983 | Desclassificada | Acesso | Quanto Mais Quente Melhor | Ademir Fontana |               |
| 1984 | 5º lugar | 1-UESP | No Reino da Alegria | Nilton Freire |               |
| 1985 | Desclassificada | 1-UESP | Das Espumas do Mar ao Esplendor da Noite | Osvaldo Arouche |               |
| 1986 | Campeã | 2-UESP | O Esplendor de um Sonho | Vasco Ferrão |               |
| 1987 | Campeã | 1-UESP | Chão de Estrelas | Osvaldo Arouche |               |
| 1988 | 6º lugar | Acesso | São Saruê | J. Muniz Júnior |               |
| 1989 | 3º lugar | Acesso | Sonho de Valsa | Pedro Luis Pinotti |               |
| 1990 | 5º lugar | Acesso | Paulinho da Viola | Pedro Luis Pinotti |               |
| 1991 | 6º lugar | Acesso | Profetas e Profanos | César |               |
| 1992 | 6º lugar | Acesso | O Beijo, Bem Mais que uma História de Amor | Nelson Crecibeni Filho                                                                                                 |               |
| 1993 | 4º lugar | Acesso | A Saga do Melaço | Nelson Crecibeni Filho                                                                                                 |               |
| 1994 | Campeã | Acesso | Confete, A Saudade Colorida | Pedro Luis Pinotti |               |
| 1995 | 5º lugar | Especial | Arco-Íris da Ilusão | Augusto de Oliveira |               |
| 1996 | 7º lugar | Especial | Paz e Amor... Bicho | Augusto de Oliveira |               |
| 1997 | Campeã | Especial | Amazônia, a Dama do Universo | Augusto de Oliveira |               |
| 1998 | 9º lugar | Especial | Sonhos de um Cowboy Brasileiro | Augusto de Oliveira |               |
| 1999 | 3º lugar | Especial | Laços e Abraços no Mundo do Mercosul | Augusto de Oliveira |               |
| 2000 | Campeã | Especial | Quem é você, Café! Compositores:Armênio Poesia, Fernando Leal, Fred Vianna, Diego Poesia, Marcos Peloso, Wander, Edson Dino, Ló do Cavaco e Pixuca. | Lucas Pinto |               |
| 2001 | 3º lugar | Especial | Estive Aqui! Lembrei-me de Você! Me Leva Brasil Compositores:Abelha, Zinho do Tempero, Cesar Rodrigues e Primo. | Lucas Pinto |               |
| 2002 | 10° lugar | Especial | Aceito tudo, quem sou eu?...O papel Compositores: Neco Paulicéia, Luis Ferracini e Pê. | Lucas Pinto |               |
| 2003 | 3º lugar | Especial | Pi, iê, rê Jeribatiba ou Pinheiros. A deusa dos rios clama pela preservação: Se ela muda o curso, pode mudar sua história. Compositores: Edson Dino, Royce do Cavaco e Leo do Cavaco.                                                                   | Lucas Pinto |               |
| 2004 | Vice-campeã | Especial | Se vens em minha casa com deus no coração, senta-te a mesa e coma do meu pão Compositores:Armênio Poesia, Diego Poesia e Kadu. | Lucas Pinto |               |
| 2005 | Vice-campeã | Especial | Nascidos para cantar e também sambar Compositores:Armênio Poesia, Diego Poesia, Chocolate, Eric Lisboa e Márcio André. | Lucas Pinto |               |
| 2006 | 6° lugar | Especial | X da questão Compositores: Leonardo Rocha, Renne Campos, Tchello Lima, Reinaldo Ferreira, Anderson Salgadinho, Accyoli Filho e Robertinho Capitão Gancho.                                                                                               | Lucas Pinto |               |
| 2007 | 10° lugar | Especial | Força Brasil - O país que surge da tinta delira num carnaval de cores Compositores: Armenio Poesia, Aquiles da Vila, Chanel, Maurício Paiva e Carlinhos Jeito Moleque.                                                                                  | Raul Diniz |               |
| 2008 | 6° lugar | Especial | O povo da Terra está abusando... O aquecimento global vem aí - A vida boa e sustentável pede passagem. Compositores:Didi, Turko e Paulinho Miranda. | Raul Diniz |               |
| 2009 | 6º lugar | Especial | Amazônia... conseguimos conquistar com o braço forte... do esplendor da Havea Brasiliensis à busca pela terra sem males Compositores: Léo do Cavaco, Rogério Morgado e Leonardo Lima.                                                                   | Paulo Führo |               |
| 2010 | 9º lugar | Especial | Do além mar, a herança lusitana nos une. Ora pois... a X-9 é portuguesa com certeza! Compositores: Junior ABC, Wagner, Rodney Cheto, Márcio Camargo, Leonardo Trindade e Danilo Britto.                                                                 | Rodrigo Cadete Augusto de Oliveira                                                                                     |               |
| 2011 | 10° lugar | Especial | De eterna criança a embaixador da esperança, Renato Aragão, Didi Trapalhão! Compositores: Rifai, Pe, Xavi, Cris, J. Vicente, Melo e Alemão do Cavaco.                                                                                                   | Rodrigo Cadete e Flávio Campello                                                                                       |               |
| 2012 | 10° lugar | Especial | Trazendo para os braços do povo o coração do Brasil, a X-9 paulistana num grande rally desbrava os sertões dessa gente varonil! Compositores: André Nova União, Aquiles da Vila, Marquinhos Boldrini, Maurício Paiva, Raphael do Império, Rig e Santos. | Rodrigo Cadete e Flávio Campello                                                                                       |               |
| 2013 | 8° lugar | Especial | Se pra ter diversidade basta viver com alegria: Sorria! Pois São Paulo hoje é só harmonia! Compositor: Rafael Pínah. | Flávio Campello |               |
| 2014 | 11° lugar | Especial | Insano - uma Viagem aos Confins da Imaginação Compositor: Silas Augusto, Tinga, Jota Soares, Noel, Junior Fusion, Renan Takacs e Beto Ferraz. | Flávio Campello |               |
| 2015 | 11º lugar | Especial | Sambando na chuva, num pé d'água ou na garoa, sou a X9 numa boa! Compositores: Fabinho NT, Vitor, Digo Sá, Denola e Mazinho. | André Machado | [ 27 ]        |
| 2016 | 14º lugar | Especial | Açaí guardiã! Do amor de Iaçá ao esplendor de Belém do Pará Compositores: Accyoly Filho, Saulo Mesquita, Turko, Maradona, Fabio X9, Thiago Japa, Rafa do Cavaco, Mixaria, Carlos Alberto, Dom Henrique e MP08.                                          | André Machado |               |
| 2017 | Campeã | Acesso | Vim, vi e venci! A saga artística de um semideus Compositores: Saulo Mesquita, Turko, Maradona, Fabio X9, Thiago Japa, Rafa do Cavaco, Mixaria, Carlos Alberto, Dom Henrique, MP08 e Nicóla X9.                                                         | Lucas Pinto | [ 28 ]        |
| 2018 | 11° lugar | Especial | A voz do samba é a voz de Deus. Depois da tempestade, vem a bonança! Compositores: Jair Roberto, Vaguinho, Rapha SP, Fabinho NT, Marcelo Lepiane, Salgado, Vitor, Fabio Blanco, Nando e Fernandinho SP.                                                 | Amarildo de Mello | [ 29 ]        |
| 2019 | 10° lugar | Especial | Meu lugar é cercado de luta e suor, esperança num mundo melhor! O show tem que continuar Compositores: André Diniz, Arlindinho, Cláudio Russo, Márcio André Filho, Valência e Darlan Alves.                                                             | Amarildo de Mello | [ 30 ] [ 31 ] |
| 2020 | 13º lugar | Especial | Batuques para um rei coroado Compositores: André Diniz, Arlindinho, Cláudio Russo, Márcio André Filho, Marcelo Rodrigues da Silva e Pê Santana. | Pedro Magoo | [ 16 ]        |
| 2021 | Inicialmente adiados para o mês de julho, os desfiles do Carnaval 2021 foram cancelados devido a pandemia de Covid-19. | Inicialmente adiados para o mês de julho, os desfiles do Carnaval 2021 foram cancelados devido a pandemia de Covid-19. | Inicialmente adiados para o mês de julho, os desfiles do Carnaval 2021 foram cancelados devido a pandemia de Covid-19. | Inicialmente adiados para o mês de julho, os desfiles do Carnaval 2021 foram cancelados devido a pandemia de Covid-19. | [ 32 ]        |
| 2022 | 6º lugar | Acesso 1 | Arapuca Tupi - A Reconquista de uma Terra sem Dono Compositores: André Diniz, Claudio Russo, Arlindo Neto, Márcio André Filho, Marcelo Valença e Léo Rocha.                                                                                             | Eduardo Félix | [ 33 ]        |
| 2023 | 7° lugar | Acesso 1 | Dona Ivone Lara, mas quem disse que eu te esqueço? X-9 Paulistana canta o centenário da Dama do Samba! Compositores: Leandro Martins, Mauricão, Rogério e Vini.                                                                                         | Leno Vidal | [ 34 ]        |
| 2024 | Campeã | Acesso 2 | Nordestino sim... Nordestinado jamais! Compositores: Claudio Russo e Fadico. | Comissão de Carnaval                                                                                                   | [ 35 ]        |
| 2025 | 7° Lugar | Acesso 1 | Clareou! Um Novo Dia Sempre Vai Raiar Compositores: Diogo Nogueira, Arlindinho, Inácio Reis, Igor Leal e André Diniz. | Amauri Santos | [ 36 ]        |
| 2026 | | Acesso 2 | YVY MARÃ EI - A busca pela terra sem mal | Amauri Santos |               |

## Títulos
| Títulos X-9 Paulistana | Títulos X-9 Paulistana | Títulos X-9 Paulistana | Títulos X-9 Paulistana |
|                        | Divisão                | Total                  | Ano                    |
| ---------------------- | ---------------------- | ---------------------- | ---------------------- |
|                        | Grupo Especial         | 2                      | 1997 e 2000            |
|                        | Grupo de Acesso 1      | 2                      | 1994 e 2017            |
|                        | Grupo de Acesso 2      | 1                      | 2024                   |
|                        | Grupo 1 da UESP        | 2                      | 1981 e 1987            |
|                        | Grupo 2 da UESP        | 1                      | 1986                   |

### Desclassificações
| Grupo de Acesso | 1983        |
| Grupo 1 da UESP | 1976 e 1985 |